# Judith Levine
Judith Levine, née en 1952, est une essayiste américaine, journaliste, une libertarienne, défenseuse des libertés civiles et cofondatrice de la National Writers Union (Union nationale des écrivains), un syndicat pour les écrivains indépendants et sous contrat, et de No More Nice Girls (Plus de gentilles filles), un groupe destiné à la promotion du droit à l'avortement à travers le théâtre de rue. Elle est un membre du comité du National Center for Reason and Justice (Centre national pour la raison et la justice)  et membre du chapitre pour le Vermont de l'Union américaine pour les libertés civiles.
Levine a écrit des articles sur des sujets comprenant le sexe, le genre, le vieillissement, le consumérisme et la culture pour des dizaines de magazines et journaux nationaux, dont Monthly Review, Harper's, The New York Times, Vogue, AARP The Magazine, Boston Review et salon.com. Sa rubrique "Poli Psy"  dans l'hebdomadaire du Vermont, Seven Days fut nommée meilleure rubrique politique en 2006 par l'Association of Alternative Newsweeklies (Association des hebdomadaires d'actualités alternatifs).  Elle rédige également des chroniques pour New York Woman et oxygen.com.
Levine est surtout connue pour son livre Harmful to Minors: The Perils of Protecting Children From Sex, publié en 2002, dans lequel elle suggère que les lois sur la majorité sexuelle aux États-Unis soient libéralisées et que les mineurs soient considérés comme des êtres sexuels, une conception qui subsiste en Europe occidentale selon Levine. Elle plaide pour l'affaiblissement de la plupart des lois américaines concernant la possession de pornographie infantile, l'accès des mineurs à l'avortement et les comportements classés comme des abus sexuels.  Les critiques conservateurs ont fortement condamné son travail; sa publication par la maison d'édition de l'Université du Minnesota a causé une controverse concernant la législation du Minnesota. Le livre a aussi été grandement loué par les défenseurs de la libéralisation  et les éducateurs. Il a gagné le Prix du livre du Los Angeles Times en 2002 et a été nommé par le Conseil des États-Unis pour l'information et l'éducation sexuelle comme l'un des livres les plus influents de l'histoire au sujet de la sexualité.
Levine est aussi l'auteur de My Enemy, My Love: Women, Men, and the Dilemmas of Gender (Mon ennemi, mon amour: les femmes, les hommes et les dilemmes du genre), dans lequel elle analyse les rôles traditionnels liés au genre et la relation entre la misogynie et le féminisme; Do You Remember Me?: A Father, A Daughter, and a Search for the Self (Tu te souviens de moi?: un père, une fille et une recherche du soi), ses mémoires concernant ses souffrances à cause de la maladie d'Alzheimer de son père, et une critique de la médicalisation du vieillissement; et Not Buying It: My Year Without Shopping (Je l'achète pas: mon année sans shopping), un journal plein d'esprit dans lequel elle examine les mouvements consumériste et anti-consumériste. Not Buying It a été traduit dans cinq langues.

## Publications
- Ain't No Trust: How Bosses, Boyfriends, and Bureaucrats Fail Low-Income Mothers and Why It Matters, éd. University of California Press, 2013,
- Not Buying It: My Year Without Shopping, éd. Atria Books, 2006, rééd. 2007,
- Do You Remember Me?: A Father, a Daughter, and a Search for the Self, éd. Atria Books, 2004,
- My Enemy, My Love: Women, Masculinity, and the Dilemmas of Gender, éd. Da Capo Press, 2003,
- Harmful to Minors: The Perils of Protecting Children from Sex, éd. Da Capo Press, 2002, rééd.  2003[9],
- Helping Your Child Lose Weight The Healthy Way: A Family Approach to Weight Control, éd.  éditions Citadel, 2001.